# Sistemul transeuropean automat de transfer de fonduri cu decontare pe bază brută în timp real
TARGET (Trans-European Automated Real-time Gross Settlement Express Transfer System) 

## TARGET 2
TARGET2 este folosit pentru decontarea operațiunilor băncilor centrale, pentru transferuri interbancare de valoare mare, în euro, precum și pentru alte plăți în euro. Permite procesarea în timp real, decontarea în moneda băncii centrale și are finalitate imediată. Cu toate acestea, spre deosebire de predecesorul său, care asigura procesarea tuturor plăților în mod descentralizat la nivelul băncilor centrale naționale, noul sistem folosește o singură platformă comună, fără intervenția băncilor centrale naționale.

### Sistemul trans-european de transfer de fonduri cu decontare pe bază brută în timp real – TARGET2
TARGET2 (acronim de la Trans-European Automated Real-time Gross settlement Express Transfer) reprezintă sistemul cu decontare pe bază brută în timp real (Real-Time Gross Settlement – RTGS) pentru plăți în monedă euro, pus la dispoziție de Eurosistem (Banca Centrală Europeană și băncile centrale ale statelor membre ale UE care au adoptat moneda euro).
Sistemul este utilizat pentru decontarea operațiunilor băncilor centrale (inclusiv a operațiunilor de politică monetară ale Eurosistemului), a transferurilor interbancare de mare valoare în euro, precum și a altor plăți în euro. De asemenea, prin sistem se decontează și transferurile de fonduri aferente sistemelor auxiliare (sisteme de plăți și sisteme de compensare-decontare a operațiunilor cu instrumente financiare).
Sistemul asigură procesarea în timp real a plăților și decontarea în conturi deschise la băncile centrale, cu finalitate imediată. Sistemul TARGET2 a fost operaționalizat la data de 19 noiembrie 2007, înlocuind sistemul TARGET (aflat în funcțiune de la 4 ianuarie 1999).
Sistemul oferă servicii de bază armonizate și o infrastructură tehnică comună, cu eficiență sporită, inclusiv din punct de vedere al recuperării costurilor. Sistemul a fost proiectat pentru a permite modificări ulterioare, datorate atât evoluției tehnologice cât și procesului continuu de extindere a Eurosistemului.
Din punct de vedere juridic, sistemul TARGET2 este structurat ca o multitudine de sisteme de plăți naționale (denumite componente naționale TARGET2), având reguli de funcționare armonizate.
Infrastructura tehnică și platforma comună unică a TARGET2 este pusă la dispoziție și operată din punct de vedere tehnic, în numele Eurosistemului, de către Banca d’Italia, Banque de France și Deutsche Bundesbank.

### Componenta națională TARGET2-România
Deși implementarea unei componente naționale a sistemului TARGET2 reprezintă o obligație doar pentru statele membre care adoptă moneda euro, Banca Națională a României a decis în luna ianuarie 2010 conectarea comunității naționale la TARGET2 înainte de adoptarea monedei euro. Decizia a fost motivată, în principal, de interesul manifestat de comunitatea bancară națională și de operatorii sistemelor de plăți de retail și ai sistemelor de decontare a operațiunilor cu instrumente financiare pentru implementarea la nivel național a unei infrastructuri eficiente de procesare, între bănci, a transferurilor de fonduri în euro. În subsidiar, această decizie a urmărit și asigurarea condițiilor necesare pentru adoptarea monedei euro.
Totodată, prin implementarea acestui sistem, BNR a răspuns necesităților sectorului bancar și mediului de afaceri pentru implementarea unui canal sigur, rapid, mai eficient și mai ieftin pentru procesarea interbancară a plăților în euro, atât a celor efectuate în nume propriu de către bănci, cât și a celor efectuate în numele clienților.
Componenta națională a sistemului TARGET2 din România se numește TARGET2-România și a fost operaționalizată cu succes de Banca Națională a României la data de 4 iulie 2011.
În prezent, sistemul TARGET2-România are înregistrați ca Participanți: 21 instituții de credit, Banca Națională a României, două sisteme auxiliare și Depozitarul Central S.A. (titular de DCA).
Sistemul îndeplinește condițiile pentru a fi sistem de importanță sistemică și, în consecință, este desemnat prin Ordinul Guvernatorului Băncii Naționale a României nr.637/2011 ca intrând sub incidența Legii nr.253/2004 privind caracterul definitiv al decontării în sistemele de plăți și în sistemele de decontare a operațiunilor cu instrumente financiare, cu modificările și completările ulterioare (care transpune în legislația română Directiva 98/26/CE a Parlamentului European și a Consiliului din 19 mai 1998 privind caracterul definitiv al decontării în sistemele de plăți și de decontare a titlurilor de valoare, cu modificările și completările ulterioare).
Regulile sistemului TARGET2-România sunt cuprinse în Ordinul BNR nr.4/2015 privind funcționarea sistemului de plăți TARGET2-România, cu modificările și completările ulterioare.

## Tarifele tranzacțiilor TARGET2
| Banda | Numarul de tranzacții lunare | Numarul de tranzacții lunare | Preț   |
| Banda | între                        | și                           | Preț   |
| ----- | ---------------------------- | ---------------------------- | ------ |
| 1     | 1                            | 10,000                       | €0.60  |
| 2     | 10,001                       | 25,000                       | €0.50  |
| 3     | 25,001                       | 50,000                       | €0.40  |
| 4     | 50,001                       | 100,000                      | €0.20  |
| 5     | mai mult de 100,000          | mai mult de 100,000          | €0.125 |